# Фергусон (озеро, Виктория)
Фергусон (англ. Ferguson Lake) — озеро на территории Нунавут в Канаде. Озеро названо в честь констебля Фергусона из Королевской Канадской Конной Полиции. Через озеро протекает река Экаллук.

## География
Расположено в южной части острова Виктория Канадского Арктического архипелага на севере территории в округе Китикмеот (Kitikmeot Region). Одно из больших озёр Канады — площадь водной поверхности 562 км², общая площадь — 588 км². Высота над уровнем моря 11 метров. Сток из озера на запад в севоро-восточную часть бухты Веллингтон пролива Дис Северного Ледовитого океана по реке Икалуктуук (в переводе с инуитского языка «место большой рыбы»), которая является частью реки Экаллук (англ. Ekalluk River). Длина реки Икалуктуук всего 8 километров. Ближайший населённый пункт — Кеймбридж-Бей расположен в 50 километрах к югу от озера на берегу пролива Дис.

## Фауна
Район озера можно назвать арктической полупустыней. Скудная арктическая растительность. Между озером и бухтой Веллингтона мигрируют стада карибу, также здесь обитают овцебыки, полярные зайцы и куропатки. В водах озера водится озёрная форель и арктический голец.